# Trifolium latinum
Trifolium latinum är en ärtväxtart som beskrevs av Francesco Antonio Sebastiani. Trifolium latinum ingår i släktet klövrar, och familjen ärtväxter. Inga underarter finns listade i Catalogue of Life.